# Riksdagsvalget i Sverige 1948
Riksdagsvalget i Sverige 1948 var valget til den Sveriges Rigsdags Andra kammaren, valget blev afholdt den 19. september 1948. Ved dette valg blev alderen var de stemmeberettigede ændret fra 23 til 21 år.

## Valgresultat
| Parti                 | Parti                            | Partiledere             | Stemmer            | Stemmer | Stemmer | Mandatfordeling | Mandatfordeling |
| Parti                 | Parti                            | Partiledere             | Antal              | %       | +− %    | Antal           | +−              |
| --------------------- | -------------------------------- | ----------------------- | ------------------ | ------- | ------- | --------------- | --------------- |
|                       | Socialdemokraterna               | Tage Erlander           | 1 789 440          | 46,1    | −0,6    | 112             | −3              |
|                       | Folkpartiet                      | Bertil Ohlin            | 882 414            | 22,8    | +9,9    | 57              | +31             |
|                       | Landsbygdspartiet Bondeförbundet | Axel Pehrsson-Bramstorp | 480 361            | 12,4    | −1,2    | 30              | −5              |
|                       | Högerns riksorganisation         | Fritiof Domö            | 478 779            | 12,3    | −3,6    | 23              | −16             |
|                       | Sveriges kommunistiska parti     | Sven Linderot           | 244 812            | 6,3     | −4,0    | 8               | −7              |
|                       | Vänstersocialistiska partiet     | Albin Ström             | 2 943              | 0,08    | +0,03   | —               | —               |
|                       | Øvrige partier                   | —                       | 350                | 0,01    | —       | —               | —               |
| Antal gyldige Stemmer | Antal gyldige Stemmer            | Antal gyldige Stemmer   | 3 879 099          | 100,00  |         | 230             |                 |
| Ugyldige Stemmer      | Ugyldige Stemmer                 | Ugyldige Stemmer        | 16 062             |         |         |                 |                 |
| Totalt                | Totalt                           | Totalt                  | 3 895 161 (82,7 %) |         |         |                 |                 |

Antallet af stemmeberettigede lå på omkring 4.700.000 personer.